# Championnat du monde féminin de hockey sur glace 2015
Navigation
Championnat du monde 2014 Championnat du monde 2016
Le Championnat du monde féminin de hockey sur glace 2015 est la dix-septième édition de cette compétition organisée par la Fédération internationale de hockey sur glace (IIHF). Elle a lieu du 28 mars au 4 avril 2015 à Malmö en Suède.
Les cinq divisions inférieures sont disputées indépendamment du groupe Élite. Une série de qualification pour une place dans le championnat élite entre le Japon et la République tchèque a également lieu du 8 au 11 novembre 2014 à Yokohama au Japon.

## Division élite

### Qualification
La série oppose le Japon, dernier du tournoi olympique 2014, et la République tchèque, vainqueur de la Division IA 2014. Elle est jouée au meilleur des trois matchs du 8 au 11 novembre 2014 à Yokohama au Japon.
| 8 novembre 2014 | Japon | 2-0 (0-0, 1-0, 1-0) | République tchèque | Shin-Yokohama Skate Center 821 spectateurs |

| Feuille de match | Feuille de match                                                        | Feuille de match | Feuille de match | Feuille de match                                                                       |
| ---------------- | ----------------------------------------------------------------------- | ---------------- | ---------------- | -------------------------------------------------------------------------------------- |
|                  | Terashima (Ukita) — 27 min 6 s Shiori (Kubo, Hirano) — 53 min 54 s (SN) | 1-0 2-0          | -                | Arbitrage : Joy Johston Tottman Juges de lignes : Jamie Fenstermacher Danielle McGurry |
| Nana Fujimoto    | Gardiens                                                                | Klára Peslarová  |                  | Arbitrage : Joy Johston Tottman Juges de lignes : Jamie Fenstermacher Danielle McGurry |
| 8 min            | Pénalités                                                               | 10 min           |                  | Arbitrage : Joy Johston Tottman Juges de lignes : Jamie Fenstermacher Danielle McGurry |
| 20               | Tirs                                                                    | 28               |                  | Arbitrage : Joy Johston Tottman Juges de lignes : Jamie Fenstermacher Danielle McGurry |

| 9 novembre 2014 | République tchèque | 2-0 (0-0, 1-0, 1-0) | Japon | Shin-Yokohama Skate Center 975 spectateurs |

| Feuille de match | Feuille de match                                                  | Feuille de match | Feuille de match | Feuille de match                                                       |
| ---------------- | ----------------------------------------------------------------- | ---------------- | ---------------- | ---------------------------------------------------------------------- |
|                  | Polenská (Bukolská) — 35 min 14 s Křížová (Mrázová) — 49 min 20 s | 1-0 2-0          | -                | Arbitrage : Aina Hove Juges de lignes : Jamie Fenstermacher Lee Tae-ri |
| Klára Peslarová  | Gardiens                                                          | Nana Fujimoto    |                  | Arbitrage : Aina Hove Juges de lignes : Jamie Fenstermacher Lee Tae-ri |
| 4 min            | Pénalités                                                         | 6 min            |                  | Arbitrage : Aina Hove Juges de lignes : Jamie Fenstermacher Lee Tae-ri |
| 22               | Tirs                                                              | 17               |                  | Arbitrage : Aina Hove Juges de lignes : Jamie Fenstermacher Lee Tae-ri |

| 11 novembre 2014 | Japon | 2-1 (1-0, 0-0, 1-1) | République tchèque | Shin-Yokohama Skate Center 868 spectateurs |

| Feuille de match | Feuille de match                                                                | Feuille de match | Feuille de match         | Feuille de match                                                              |
| ---------------- | ------------------------------------------------------------------------------- | ---------------- | ------------------------ | ----------------------------------------------------------------------------- |
|                  | M. Fujimoto (Yoneyama, Osawa) — 18 min 22 s Nakamura (Takeuchi) — 48 min 51 s - | 1-0 2-0 2-1      | - Vanisova — 51 min 40 s | Arbitrage : Joy Johston Tottman Juges de lignes : Lee Tae-ri Danielle McGurry |
| Nana Fujimoto    | Gardiens                                                                        | Klára Peslarová  |                          | Arbitrage : Joy Johston Tottman Juges de lignes : Lee Tae-ri Danielle McGurry |
| 4 min            | Pénalités                                                                       | 10 min           |                          | Arbitrage : Joy Johston Tottman Juges de lignes : Lee Tae-ri Danielle McGurry |
| 21               | Tirs                                                                            | 14               |                          | Arbitrage : Joy Johston Tottman Juges de lignes : Lee Tae-ri Danielle McGurry |

### Patinoires
| \| Malmö \| Localisation de la ville de Malmö, dans le Sud de la Suède. |
| Malmö                                                                   |

| Malmö                            | Malmö                          |
|                                  |                                |
| Malmö Isstadion Capacité : 5 800 | Rosengårds Ishall Capacité : ? |

### Tour préliminaire

#### Groupe A

##### Classement
Pour les significations des abréviations, voir statistiques du hockey sur glace.
| Clt   | Équipe     | PJ | V | VP | D | DP | BP | BC | Diff | Pts |
| ----- | ---------- | -- | - | -- | - | -- | -- | -- | ---- | --- |
| +001, | États-Unis | 3  | 3 | 0  | 0 | 0  | 17 | 5  | +12  | 9   |
| +002, | Canada     | 3  | 3 | 0  | 1 | 0  | 12 | 6  | +6   | 6   |
| +003, | Finlande   | 3  | 0 | 1  | 2 | 0  | 6  | 12 | -6   | 2   |
| +004, | Russie     | 3  | 0 | 0  | 2 | 1  | 4  | 16 | -12  | 1   |

- Qualifié pour les demi-finales
- Qualifié pour les quarts de finale

#### Groupe B

##### Classement
Pour les significations des abréviations, voir statistiques du hockey sur glace.
| Clt   | Équipe    | PJ | V | VP | D | DP | BP | BC | Diff | Pts |
| ----- | --------- | -- | - | -- | - | -- | -- | -- | ---- | --- |
| +001, | Suède     | 3  | 2 | 0  | 0 | 1  | 10 | 6  | +4   | 7   |
| +002, | Suisse    | 3  | 2 | 0  | 1 | 0  | 10 | 5  | +5   | 6   |
| +003, | Japon     | 3  | 1 | 1  | 1 | 0  | 6  | 6  | 0    | 5   |
| +004, | Allemagne | 3  | 0 | 0  | 3 | 0  | 2  | 11 | -9   | 0   |

- Qualifié pour les quarts de finale
- Joue le tour de relégation

### Tour de relégation
| 1er avril 2015 | Japon | 3-2 (pr) (0-1, 1-1, 1-0, 1-0) | Allemagne | Rosengårds Ishall |

| Feuille de match | Feuille de match                                                                               | Feuille de match | Feuille de match                                                      | Feuille de match                                                                                |
| ---------------- | ---------------------------------------------------------------------------------------------- | ---------------- | --------------------------------------------------------------------- | ----------------------------------------------------------------------------------------------- |
|                  | - Ukita — 39 min 30 s Kubo (Hurano, Toko) — 43 min 30 s Nakamura (Koike, Toko) — 69 min 1 s () | 0-1 1-2 2-2      | Delarbre (Eisenschmid, Fiegert) — 7 min 52 s Delarbre — 25 min 23 s - | Arbitrage : Drahomira Fialova Gabriella Gran Juges de lignes : Bettina Angerer Stephanie Gagnon |
| Fujimoto         | Gardiens                                                                                       | Schroder         |                                                                       | Arbitrage : Drahomira Fialova Gabriella Gran Juges de lignes : Bettina Angerer Stephanie Gagnon |
| 10 min           | Pénalités                                                                                      | 10 min           |                                                                       | Arbitrage : Drahomira Fialova Gabriella Gran Juges de lignes : Bettina Angerer Stephanie Gagnon |
| 22               | Tirs                                                                                           | 34               |                                                                       | Arbitrage : Drahomira Fialova Gabriella Gran Juges de lignes : Bettina Angerer Stephanie Gagnon |

| 3 avril 2015 | Allemagne | 1-2 (pr) (0-1, 1-0, 0-0, 0-1) | Japon | Rosengårds Ishall |

| Feuille de match | Feuille de match                                  | Feuille de match | Feuille de match                                                     | Feuille de match                                                                                 |
| ---------------- | ------------------------------------------------- | ---------------- | -------------------------------------------------------------------- | ------------------------------------------------------------------------------------------------ |
|                  | - Fiegert (Eisenschmid, Delarbre) — 34 min 42 s - | 0-1 1-1 1-2      | Nakamura (Ukita, Suzuki) — 4 min 1 s - Aoki (Ukita) — 62 min 31 s () | Arbitrage : Gabrielle Ariano-Lortie Anna Eskola Juges de lignes : Veronica Johansson Anna Nygard |
| Harss            | Gardiens                                          | Fujimoto         |                                                                      | Arbitrage : Gabrielle Ariano-Lortie Anna Eskola Juges de lignes : Veronica Johansson Anna Nygard |
| 14 min           | Pénalités                                         | 16 min           |                                                                      | Arbitrage : Gabrielle Ariano-Lortie Anna Eskola Juges de lignes : Veronica Johansson Anna Nygard |
| 18               | Tirs                                              | 23               |                                                                      | Arbitrage : Gabrielle Ariano-Lortie Anna Eskola Juges de lignes : Veronica Johansson Anna Nygard |

### Phase finale

#### Tableau
|  | Quarts de finale | Quarts de finale |              |                        | Demi-finales | Demi-finales |  |  | Finale       | Finale       |
|  | Quarts de finale | Quarts de finale |              |                        | Demi-finales | Demi-finales |  |  | Finale       | Finale       |
|  |                  |                  |              |                        |              |              |  |  |              |              |
|  | 1 avril 2015     | 1 avril 2015     |              |                        | 3 avril 2015 | 3 avril 2015 |  |  | 4 avril 2015 | 4 avril 2015 |
|  | 1 avril 2015     | 1 avril 2015     |              |                        | 3 avril 2015 | 3 avril 2015 |  |  | 4 avril 2015 | 4 avril 2015 |
|  | 1 avril 2015     | 1 avril 2015     | États-Unis   | 13                     |              |              |  |  | 4 avril 2015 | 4 avril 2015 |
|  | Suède            | 1                | États-Unis   | 13                     |              |              |  |  | 4 avril 2015 | 4 avril 2015 |
|  | Suède            | 1                | Russie       | 1                      |              |              |  |  | 4 avril 2015 | 4 avril 2015 |
|  | Russie           | 2                | Russie       | 1                      |              |              |  |  | 4 avril 2015 | 4 avril 2015 |
|  | Russie           | 2                | 3 avril 2015 | 3 avril 2015           | États-Unis   | 7            |  |  |              |              |
|  | 1 avril 2015     |                  | 3 avril 2015 | 3 avril 2015           | États-Unis   | 7            |  |  |              |              |
|  |                  | Canada           | 3 avril 2015 | 3 avril 2015           | 5            |              |  |  |              |              |
|  | Finlande         | Canada           | 3 avril 2015 | 3 avril 2015           | 5            | 3            |  |  |              |              |
|  | Finlande         | Finlande         | 0            |                        |              | 3            |  |  |              |              |
|  | Suisse           | Finlande         | 0            | 0                      |              |              |  |  |              |              |
|  | Suisse           | Canada           | 3            | 0                      |              |              |  |  |              |              |
|  |                  | Canada           | 3            | Match pour la 3e place |              |              |  |  |              |              |
|  |                  |                  |              |                        |              |              |  |  |              |              |
|  | 4 avril 2015     |                  |              |                        |              |              |  |  |              |              |
|  |                  |                  |              |                        |              |              |  |  |              |              |
|  | Finlande         | 4                |              |                        |              |              |  |  |              |              |
|  | Finlande         | 4                |              |                        |              |              |  |  |              |              |
|  | Russie           | 1                |              |                        |              |              |  |  |              |              |
|  | Russie           | 1                |              |                        |              |              |  |  |              |              |

Nota : P : Prolongation    -    F : Tirs de fusillade

#### Quarts de finale
| 1er avril 2015 | Finlande | 3-0 (1-0, 0-0, 2-0) | Suisse | Malmö Isstadion |

| Feuille de match | Feuille de match | Feuille de match | Feuille de match | Feuille de match                                                                                  |
| ---------------- | ---------------- | ---------------- | ---------------- | ------------------------------------------------------------------------------------------------- |
|                  |                  | 1-0 3-0          |                  | Arbitrage : Gabrielle Ariano-Lortie Jamie Huntley Juges de lignes : Veronica Johansson Kaire Leet |
| Raisanen         | Gardiens         | Schelling        |                  | Arbitrage : Gabrielle Ariano-Lortie Jamie Huntley Juges de lignes : Veronica Johansson Kaire Leet |
| 10 min           | Pénalités        | 12 min           |                  | Arbitrage : Gabrielle Ariano-Lortie Jamie Huntley Juges de lignes : Veronica Johansson Kaire Leet |
|                  |                  |                  |                  | Arbitrage : Gabrielle Ariano-Lortie Jamie Huntley Juges de lignes : Veronica Johansson Kaire Leet |

| 1er avril 2015 | Russie | 2-1 (0-0, 0-1, 2-0) | Suède | Malmö Isstadion |

| Feuille de match | Feuille de match | Feuille de match | Feuille de match | Feuille de match |
| ---------------- | ---------------- | ---------------- | ---------------- | ---------------- |
|                  |                  | 0-0 0-1 2-1      |                  |                  |
| Sorokina         | Gardiens         | Grahn            |                  |                  |
| 8 min            | Pénalités        | 2 min            |                  |                  |
|                  |                  |                  |                  |                  |

#### Demi-finales
| 3 avril 2015 | États-Unis | 13-1 (4-1, 6-0, 3-0) | Russie | Malmö Isstadion |

| Feuille de match | Feuille de match | Feuille de match | Feuille de match   | Feuille de match                                                                                |
| ---------------- | ---------------- | ---------------- | ------------------ | ----------------------------------------------------------------------------------------------- |
|                  | Vetter Rigsby    | 4-1 10-1 13-1    | Tarakanova Leskina | Arbitrage : Nicole Hertrich Katarina Timglas Juges de lignes : Jenni Heikkinen Stephanie Gagnon |
|                  |                  |                  |                    | Arbitrage : Nicole Hertrich Katarina Timglas Juges de lignes : Jenni Heikkinen Stephanie Gagnon |
| 2 min            | Pénalités        | 8 min            |                    | Arbitrage : Nicole Hertrich Katarina Timglas Juges de lignes : Jenni Heikkinen Stephanie Gagnon |
|                  |                  |                  |                    | Arbitrage : Nicole Hertrich Katarina Timglas Juges de lignes : Jenni Heikkinen Stephanie Gagnon |

| 3 avril 2015 | Canada | 3-0 (1-0, 0-0, 2-0) | Finlande | Malmö Isstadion |

| Feuille de match | Feuille de match | Feuille de match | Feuille de match | Feuille de match                                                                       |
| ---------------- | ---------------- | ---------------- | ---------------- | -------------------------------------------------------------------------------------- |
|                  |                  | 1-0 3-0          |                  | Arbitrage : Drahomira Fialova Jamie Huntley Juges de lignes : Ilona Novotna Kaire Leet |
| Raisanen         | Gardiens         | Desbiens         |                  | Arbitrage : Drahomira Fialova Jamie Huntley Juges de lignes : Ilona Novotna Kaire Leet |
| 6 min            | Pénalités        | 8 min            |                  | Arbitrage : Drahomira Fialova Jamie Huntley Juges de lignes : Ilona Novotna Kaire Leet |
|                  |                  |                  |                  | Arbitrage : Drahomira Fialova Jamie Huntley Juges de lignes : Ilona Novotna Kaire Leet |

#### Match pour la troisième place
| 4 avril 2015 | Finlande | 4-1 (2-0, 1-0, 1-1) | Russie | Malmö Isstadion |

| Feuille de match | Feuille de match | Feuille de match | Feuille de match | Feuille de match                                                                             |
| ---------------- | ---------------- | ---------------- | ---------------- | -------------------------------------------------------------------------------------------- |
|                  |                  | 2-0 3-0 4-1      |                  | Arbitrage : Gabrielle Ariano-Lortie Jamie Huntley Juges de lignes : Ilona Novotna Kaire Leet |
| Raisanen         | Gardiens         | Sorokina         |                  | Arbitrage : Gabrielle Ariano-Lortie Jamie Huntley Juges de lignes : Ilona Novotna Kaire Leet |
| 8 min            | Pénalités        | 14 min           |                  | Arbitrage : Gabrielle Ariano-Lortie Jamie Huntley Juges de lignes : Ilona Novotna Kaire Leet |
|                  |                  |                  |                  | Arbitrage : Gabrielle Ariano-Lortie Jamie Huntley Juges de lignes : Ilona Novotna Kaire Leet |

#### Finale
| 4 avril 2015 | États-Unis | 7-5 (4-2, 1-3, 2-0) | Canada | Malmö Isstadion |

| Feuille de match | Feuille de match | Feuille de match | Feuille de match | Feuille de match                                                                                  |
| ---------------- | ---------------- | ---------------- | ---------------- | ------------------------------------------------------------------------------------------------- |
|                  |                  | 4-2 5-5 7-5      |                  | Arbitrage : Nicole Hertrich Katarina Timglas Juges de lignes : Jenni Heikkinen Veronica Johansson |
| Vetter Rigsby    | Gardiens         | Lacasse Desbiens |                  | Arbitrage : Nicole Hertrich Katarina Timglas Juges de lignes : Jenni Heikkinen Veronica Johansson |
| 6 min            | Pénalités        | 10 min           |                  | Arbitrage : Nicole Hertrich Katarina Timglas Juges de lignes : Jenni Heikkinen Veronica Johansson |
| 36               | Tirs             | 27               |                  | Arbitrage : Nicole Hertrich Katarina Timglas Juges de lignes : Jenni Heikkinen Veronica Johansson |

### Classement final
| Place              | Équipe     |
| ------------------ | ---------- |
| Médaille d'or      | États-Unis |
| Médaille d'argent  | Canada     |
| Médaille de bronze | Finlande   |
| 4                  | Russie     |
| 5                  | Suède      |
| 6                  | Suisse     |
| 7                  | Japon      |
| 8                  | Allemagne  |

### Médaillées
| Championnes du monde États-Unis | Effectif : Stephanie Anderson, Kacey Bellamy, Lexi Bender, Megan Bozek, Hannah Brandt, Danielle Cameranesi, Alex Carpenter, Kendall Coyne Schofield, Brianna Decker, Meghan Duggan, Zoe Hickel, Megan Keller, Hilary Knight, Monique Lamoureux, Jocelyne Lamoureux, Brianne McLaughlin, Annie Pankowski, Amanda Pelkey, Emily Pfalzer, Michelle Picard, Alexandria Rigsby, Molly Schaus, Anne Schleper, Haley Skarupa, Lee Stecklein, Karley Sylvester, Dana Trivigno et Jessie Vetter Entraîneur : Ken Klee |

| Argent Canada | Effectif : Courtney Birchard, Bailey Bram, Jessica Campbell, Emily Clark, Sarah Davis, Ann-Renée Desbiens, Sarah Edney, Renata Fast, Laura Fortino, Erica Howe, Haley Irwin, Brianne Jenner, Rebecca Johnston, Halli Krzyzaniak, Charline Labonté, Geneviève Lacasse, Brigette Lacquette, Jocelyne Larocque, Emerance Maschmeyer, Sarah Nurse, Caroline Ouellette, Sarah Potomak, Marie-Philip Poulin, Jamie Lee Rattray, Lauriane Rougeau, Jillian Saulnier, Natalie Spooner, Kelly Terry, Blayre Turnbull, Jennifer Wakefield et Tara Watchorn Entraîneur : Doug Derraugh |

| Bronze Finlande | Effectif : Jennica Haikarainen, Jenni Hiirikoski, Mira Huhta, Mira Jalosuo, Sari Karna, Michelle Karvinen, Anni Keisala, Anna Kilponen, Rosa Lindstedt, Niina Maikinen, Emma Nuutinen, Suvi Ollikainen, Meeri Raisanen, Annina Rajahuhta, Karoliina Rantamaki, Noora Räty, Saila Saari, Eve Savander, Ronja Savolainen, Jenna Suokko, Eveliina Suonpää, Vilma Tanskanen, Susanna Tapani, Noora Tulus, Minnamari Tuominen, Vilma Vaattovaara, Riika Valila, Linda Välimäki, Saana Valkama, Tea Villila et Marjo Voutilainen Entraîneur : Pasi Mustonen. |

### Récompenses individuelles
Équipe type IIHF :
- Meilleure gardienne : Nana Fujimoto (JPN)
- Meilleure défenseuse : Jenni Hiirikoski (FIN)
- Meilleure attaquante : Hilary Knight (USA)

### Statistiques individuelles
Pour les significations des abréviations, voir statistiques du hockey sur glace.
| Clt | Joueuse             | Équipe     | PJ | B | A | Pts | Pun | +/- |
| --- | ------------------- | ---------- | -- | - | - | --- | --- | --- |
| 1   | Hilary Knight       | États-Unis | 5  | 7 | 5 | 12  | 6   | +8  |
| 2   | Brianna Decker      | États-Unis | 5  | 5 | 6 | 11  | 0   | +8  |
| 3   | Anna Borgqvist      | Suède      | 4  | 5 | 3 | 8   | 2   | +6  |
| 4   | Jocelyne Lamoureux  | États-Unis | 4  | 5 | 3 | 8   | 2   | +3  |
| 5   | Natalie Spooner     | Canada     | 5  | 4 | 3 | 7   | 6   | +6  |
| 6   | Kendall Coyne       | États-Unis | 5  | 3 | 4 | 7   | 0   | +8  |
| 7   | Anne Schleper       | États-Unis | 4  | 1 | 6 | 7   | 2   | +4  |
| 8   | Monique Lamoureux   | États-Unis | 5  | 1 | 6 | 7   | 2   | +7  |
| 9   | Erika Grahm         | Suède      | 4  | 4 | 2 | 6   | 2   | +7  |
| 9   | Marie-Philip Poulin | Canada     | 5  | 3 | 3 | 6   | 2   | +4  |

| Clt | Joueuse            | Équipe     | PJ | Min          | BC | Moy  | %Arr  | Bl |
| --- | ------------------ | ---------- | -- | ------------ | -- | ---- | ----- | -- |
| 1   | Florence Schelling | Suisse     | 4  | 236 min 13 s | 7  | 1,78 | 94,07 | 2  |
| 2   | Nana Fujimoto      | Japon      | 5  | 315 min 32 s | 8  | 1,52 | 93,75 | 2  |
| 3   | Meeri Raisanen     | Finlande   | 5  | 301 min 27 s | 10 | 1,99 | 93,24 | 0  |
| 4   | Ann-Renée Desbiens | Canada     | 3  | 140 min 0 s  | 4  | 1,71 | 93,10 | 2  |
| 5   | Ivonne Schroder    | Allemagne  | 2  | 127 min 0 s  | 4  | 1,89 | 91,84 | 0  |
| 6   | Sara Grahn         | Suède      | 4  | 244 min 29 s | 8  | 1,96 | 90,70 | 0  |
| 7   | Maria Sorokina     | Russie     | 4  | 174 min 57 s | 8  | 2,74 | 90,70 | 0  |
| 8   | Jennifer Harß      | Allemagne  | 3  | 180 min 43 s | 10 | 3,32 | 88,51 | 0  |
| 9   | Geneviève Lacasse  | Canada     | 3  | 155 min 51 s | 9  | 3,46 | 86,57 | 0  |
| 10  | Jessie Vetter      | États-Unis | 3  | 131 min 41 s | 7  | 3,19 | 75,86 | 0  |

Nota : seules sont classées les gardiennes ayant joué au minimum 40 % du temps de jeu de leur équipe.
Pour les significations des abréviations, voir statistiques du hockey sur glace.

## Autres Divisions

### DivisionIA
La compétition se déroule du 12 au 18 avril 2015 à Rouen en France.
| Clt   | Équipe       | PJ | V | VP | D | DP | BP | BC | Diff | Pts |
| ----- | ------------ | -- | - | -- | - | -- | -- | -- | ---- | --- |
| +001, | Tchéquie     | 5  | 5 | 0  | 0 | 0  | 20 | 4  | 16   | 15  |
| +002, | Autriche     | 5  | 4 | 0  | 1 | 0  | 25 | 10 | 15   | 12  |
| +003, | France       | 5  | 2 | 0  | 2 | 1  | 17 | 15 | 2    | 7   |
| +004, | Danemark     | 5  | 2 | 0  | 3 | 0  | 12 | 18 | 6    | 6   |
| +005, | Norvège      | 5  | 1 | 1  | 3 | 0  | 12 | 18 | 6    | 5   |
| +006, | Lettonie (P) | 5  | 0 | 0  | 5 | 0  | 17 | 27 | 21   | 0   |

- Promu en Division élite
- Relégué en Division IB

Pour les significations des abréviations, voir statistiques du hockey sur glace.

### DivisionIB
La compétition se déroule du 6 au 12 avril 2015 à Pékin en Chine.
| Clt   | Équipe            | PJ | V | VP | D | DP | BP | BC | Diff | Pts |
| ----- | ----------------- | -- | - | -- | - | -- | -- | -- | ---- | --- |
| +001, | Slovaquie (R)     | 5  | 4 | 1  | 0 | 0  | 21 | 8  | 13   | 14  |
| +002, | Pays-Bas          | 5  | 3 | 1  | 1 | 0  | 16 | 6  | 10   | 11  |
| +003, | Chine             | 5  | 3 | 0  | 1 | 1  | 21 | 15 | 6    | 10  |
| +004, | Hongrie           | 5  | 2 | 0  | 3 | 3  | 10 | 12 | 15   | 6   |
| +005, | Italie            | 5  | 1 | 0  | 3 | 1  | 11 | 14 | 12   | 4   |
| +006, | Corée du Nord (P) | 5  | 0 | 0  | 5 | 0  | 6  | 30 | 24   | 0   |

- Promu en Division IA
- Relégué en Division IIA

Pour les significations des abréviations, voir statistiques du hockey sur glace.

### DivisionIIA
La compétition se déroule du 30 mars au 5 avril 2015 à Dumfries au Royaume-Uni. 
| Clt   | Équipe               | PJ | V | VP | D | DP | BP | BC | Diff | Pts |
| ----- | -------------------- | -- | - | -- | - | -- | -- | -- | ---- | --- |
| +001, | Kazakhstan (R)       | 5  | 5 | 0  | 0 | 0  | 0  | 30 | 28   | 15  |
| +002, | Grande-Bretagne      | 5  | 4 | 0  | 1 | 1  | 23 | 5  | 18   | 12  |
| +003, | Corée du Sud         | 5  | 2 | 1  | 2 | 0  | 21 | 8  | 13   | 8   |
| +004, | Pologne              | 5  | 1 | 1  | 2 | 1  | 17 | 17 | 0    | 6   |
| +005, | Croatie              | 5  | 1 | 0  | 0 | 0  | 9  | 45 | 36   | 3   |
| +006, | Nouvelle-Zélande (P) | 5  | 0 | 0  | 4 | 1  | 5  | 28 | 23   | 1   |

- Promu en Division IB
- Relégué en Division IIB

Pour les significations des abréviations, voir statistiques du hockey sur glace.

### DivisionIIB
La compétition se déroule du 7 au 13 mars 2015 à Jaca en Espagne.
| Clt   | Équipe        | PJ | V | VP | D | DP | BP | BC | Diff | Pts |
| ----- | ------------- | -- | - | -- | - | -- | -- | -- | ---- | --- |
| +001, | Slovénie      | 5  | 4 | 0  | 1 | 0  | 28 | 9  | +19  | 12  |
| +002, | Mexique (P)   | 5  | 3 | 0  | 1 | 1  | 13 | 7  | +6   | 10  |
| +003, | Espagne       | 5  | 2 | 1  | 2 | 0  | 15 | 11 | +4   | 8   |
| +004, | Islande       | 5  | 1 | 1  | 1 | 2  | 13 | 16 | -3   | 7   |
| +005, | Australie (R) | 5  | 2 | 0  | 3 | 0  | 8  | 13 | -5   | 6   |
| +006, | Belgique      | 5  | 0 | 1  | 4 | 0  | 5  | 26 | -21  | 2   |

- Promu en Division IIA
- Relégué en Qualification pour la Division IIB

Pour les significations des abréviations, voir statistiques du hockey sur glace.

### Qualification pour la DivisionIIB
La compétition se déroule du 18 au 21 février à Hong Kong.
| Clt   | Équipe         | PJ | V | VP | D | DP | BP | BC | Diff | Pts |
| ----- | -------------- | -- | - | -- | - | -- | -- | -- | ---- | --- |
| +001, | Turquie (R)    | 3  | 3 | 0  | 0 | 0  | 23 | 8  | +15  | 9   |
| +002, | Hong Kong      | 3  | 2 | 0  | 1 | 0  | 10 | 8  | +2   | 6   |
| +003, | Afrique du Sud | 3  | 1 | 0  | 2 | 0  | 13 | 12 | +1   | 3   |
| +004, | Bulgarie       | 3  | 0 | 0  | 3 | 0  | 4  | 22 | -18  | 0   |

- Promu en Division IIB

Pour les significations des abréviations, voir statistiques du hockey sur glace.